# Neopelta perfecta
Neopelta perfecta är en svampdjursart som beskrevs av Schmidt 1880. Neopelta perfecta ingår i släktet Neopelta och familjen Neopeltidae.
Artens utbredningsområde är havet utanför Grenada. Inga underarter finns listade i Catalogue of Life.